# Kollegienkirche
A Kollegienkirche, ou Igreja Universitária, é um local de culto na cidade de Salzburgo, na Áustria . Constitui um dos exemplos mais relevantes do barroco austríaco.

## História e descrição

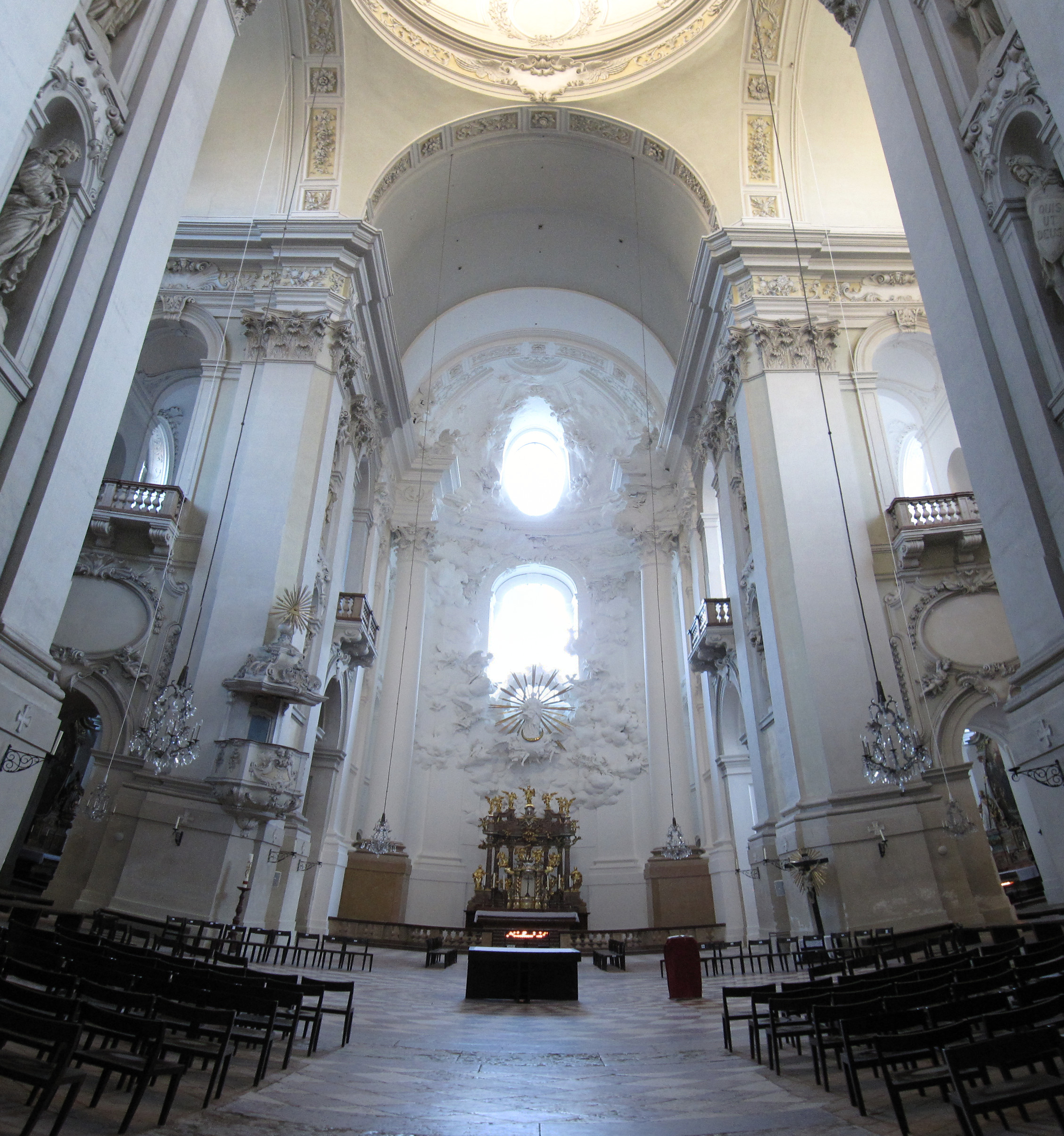
Interno

A igreja foi construída a mando do Príncipe-Bispo Paris von Lodron para servir a Universidade de Salzburgo. O projeto foi entregue a Johann Bernhard Fischer von Erlach e a construção começou em 1694. Em 1707 a igreja foi concluída e foi consagrada e dedicada a Nossa Senhora . No século seguinte, durante a invasão de Napoleão Bonaparte, a igreja foi transformada em feneiro; depois foi utilizada como escola secundária e capela militar. Nas primeiras décadas do século XX, tornou-se o local da estreia de Hugo von Hofmannsthal . Na década de sessenta voltou á sua função original.
Do ponto de vista arquitetónico, o edifício apresenta uma fusão entre a temática barroca italiana e o rococó (nomeadamente pela caligrafia dos estuques). Possui uma espetacular fachada convexa embutida entre duas torres gémeas e encimada pela cúpula atrás dela. O interior, precedido por átrio elíptico, tem planta central e capelas laterais, e possui cúpula decorada com estuques de Diego Francesco Carlone e Paolo d'Allio. Também desenhada por Fischer von Erlach está a Glória dos Anjos e das Nuvens, na abside.

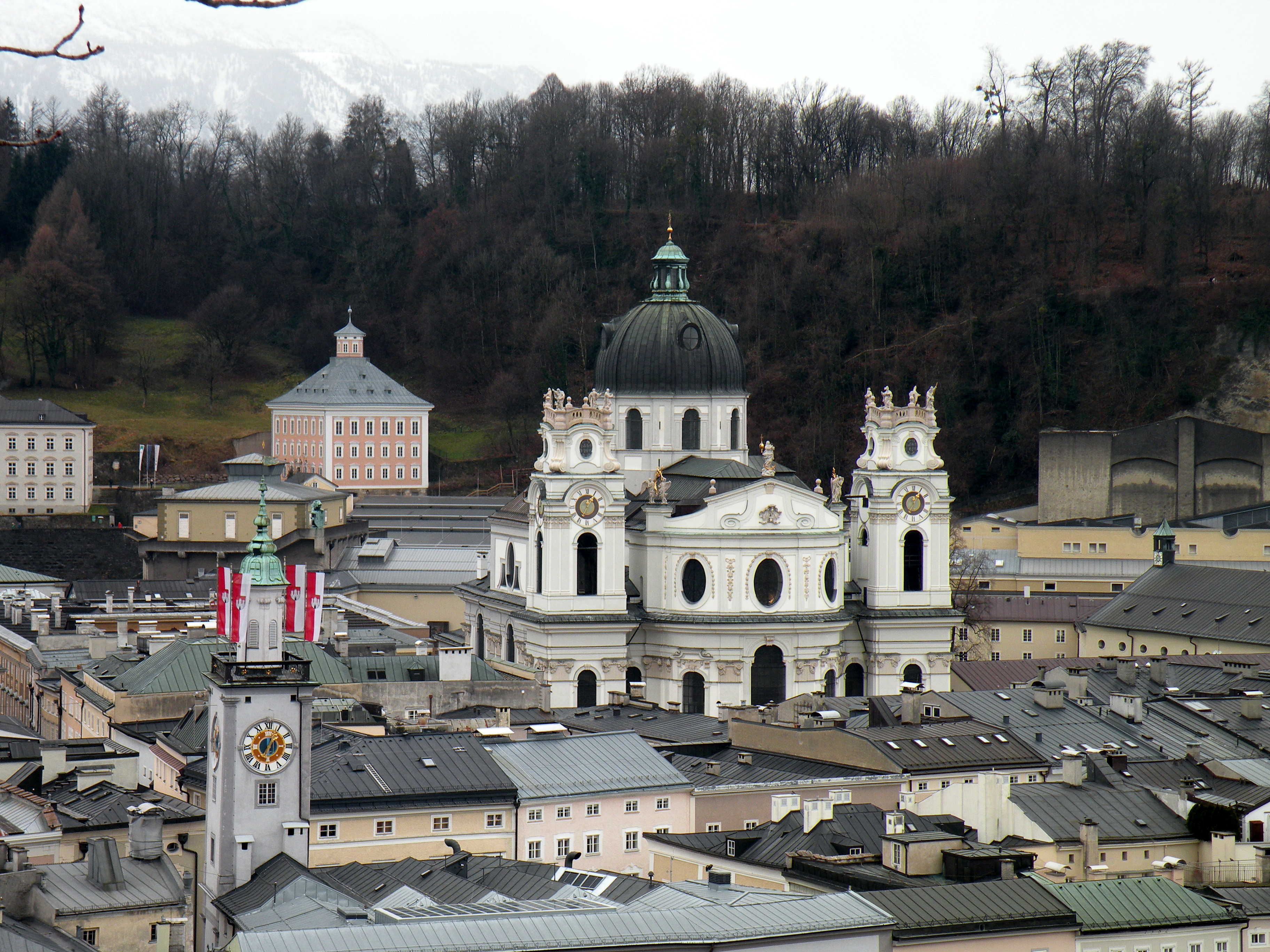
Visualizar